# Wonpil
Kim Won-pil (em coreano: 김원필; nascido em 28 de abril de 1994) também conhecido como Wonpil, é um cantor, pianista, tecladista e sintetizador sul-coreano. Ele é o tecladista da banda de pop rock DAY6 e sua sub-unit Even of Day da JYP Entertainment. Seu álbum de debut, Pilmography, estreou em primeiro lugar no Gaon Album Chart em fevereiro de 2022.

## Vida pregressa
Wonpil nasceu em Incheon, Coreia do Sul. Seus pais administram uma academia de piano, então ele estava familiarizado com o piano desde muito jovem e aprendeu a tocá-lo sozinho.

## Carreira
Após assinar com a JYP Entertainment, Wonpil fez parte da equipe de dança dos trainees da JYP com Young K, mas mais tarde foi escolhido para fazer parte da primeira banda da empresa, e, junto com Jae, Young K, Sungjin e Junhyeok, formou o conjunto acústico 5LIVE.
Em 2014, ele apareceu no programa WIN: Who Is Next?, que viu os trainees da JYPE e da YG Entertainment competirem entre si. Em 2015, após a entrada do sexto membro Dowoon, Wonpil finalmente estreou como membro da banda de rock Day6 em 7 de setembro, na qual toca sintetizador e teclado.
Em agosto de 2020, a JYP Entertainment anunciou que Wonpil, junto com Young K e Dowoon, membros do DAY6, estrearia como a primeira sub-unit chamada Even of Day.  Ele e Young K fizeram uma breve aparição na série da web Let Me Off The Earth em outubro; então, em novembro, ele apareceu no novo videoclipe do duo Bolbbalgan4 chamado "Dancing Cartoon".
Em março de 2021, Wonpil fez sua estreia no teatro musical em Midnight Sun, produzido por Shinswave. Após terminar o musical, foi noticiado que ele estava em negociações para estrelar o web drama Best Mistake 3, e em outubro a notícia foi confirmada.
Em 8 de dezembro, Wonpil participou da música título da dupla Indie coreana chamada 1415 intitulado "naps!" do EP de mesmo nome. No mesmo dia, foi noticiado que ele estava preparando sua estreia solo para o início de 2022.  Mais tarde, a JYPE confirmou o lançamento de seu primeiro álbum de estúdio, Pilmography, em 7 de fevereiro de 2022.
Em 24 de janeiro de 2022, a JYPE começou a promover a estreia solo de Wonpil com um filme humorístico e o título do single principal, "Voiceless". A lista de faixas de voz, fotos conceituais, filme de entrevista, teasers do videoclipe e amostra do álbum ao vivo foram lançados respectivamente.
Em 28 de fevereiro de 2022, foi confirmado que Wonpil expandirá o primeiro concerto solo em mais duas rodadas, incluindo um dia antes do alistamento militar.

## Vida pessoal
Em 23 de fevereiro de 2022, Wonpil anunciou que serviria na Marinha da Coreia do Sul e se alistaria no exército em 28 de março de 2022. Em 31 de outubro de 2023, Wonpil foi dispensado do serviço militar sem necessidade adicional de retorno.

## Discografia

### Álbuns de estúdio
| Título      | Detalhes do álbum                                                                                            | Posições nos charts | Vendas        |
| Título      | Detalhes do álbum                                                                                            | KOR                 | Vendas        |
| ----------- | --- | ------------------- | ------------- |
| Pilmography | - Lançado: 7 de fevereiro de 2022 - Gravadora: JYP Entertainment - Formatos: CD, digital download, streaming | 1                   | - KOR; 47,045 |

### Singles
| Título                    | Ano  | Posições nos charts | Álbum       |
| Título                    | Ano  | KOR                 | Álbum       |
| ------------------------- | ---- | ------------------- | ----------- |
| "Voiceless" (안녕, 잘 가) | 2022 | 162                 | Pilmography |

### Outros lançamentos
| Título                                                        | Ano                      | Posições noscharts       | Álbum                     |
| Título                                                        | Ano                      | KOR                      | Álbum                     |
| Como artista em destaque                                      | Como artista em destaque | Como artista em destaque | Como artista em destaque  |
| ------------------------------------------------------------- | ------------------------ | ------------------------ | ------------------------- |
| "Love Song!" (사랑노래) (The Blank Shop featuring Wonpil)     | 2020                     | —                        | Tailor                    |
| "Wedding Song" (축_가) (J_ust featuring Wonpil)               | 2020                     | —                        | Non-album singles         |
| "naps!" (1415 featuring Wonpil)                               | 2021                     | —                        | Non-album singles         |
| Aparições em trilhas sonoras                                  |                          |                          |                           |
| "Did You Wake Up?" (일어났어?) (with Hello Ga-Young)          | 2020                     | —                        | One of a Kind Romance OST |
| "Meet Me When the Sun Goes Down" (태양이 지면 널 만나러 갈게) | 2021                     | —                        | Midnight Sun OST Part. 2  |
| "Good-Bye Days" (with Lovelyz' Kei)                           | 2021                     | —                        | Midnight Sun OST Part. 2  |
| "Like a Fire"                                                 | 2022                     | —                        | Best Mistake OST Part. 2  |
| "—" denota lançamentos que não entraram nas paradas musicais. |                          |                          |                           |

### Créditos da música
Todos os créditos estão listados na Korea Music Copyright Association (KOMCA), salvo indicação em contrário.
| Ano 2015                              | Ano 2015 | Ano 2015 | Ano 2015 | Ano 2015   | Ano 2015                           | Ano 2015 |
| Título                                | Artista  | Álbum    | Letrista | Compositor | Arranjo                            | Notas    |
| ------------------------------------- | -------- | -------- | -------- | ---------- | ---------------------------------- | -------- |
| "Free하게" (Freely)                   | Day6     | The Day  | Yes      | Yes        |                                    |          |
| "이상하게 계속 이래" (Out Of My Mind) | Day6     | The Day  | Yes      | Yes        |                                    |          |
| "Congratulations"                     | Day6     | The Day  | Yes      | Yes        |                                    |          |
| "버릇이 됐어" (Habits)                | Day6     | The Day  | Yes      | Yes        | Yes                                |          |
| "태양처럼" (Like That Sun)            | Day6     | The Day  | Yes      |            |                                    |          |
| "Colors"                              | Day6     | The Day  | Yes      | Yes        |                                    |          |
| "You"                                 | Day6     | Yes      | Yes      |            | 2015 Day6 1st Live Concert [D-Day] |          |
| "길터"                                | Day6     |          | Yes      |            | 2015 Day6 1st Live Concert [D-Day] |          |
| "Eyeless"                             | Day6     | Yes      | Yes      |            | 2015 Day6 1st Live Concert [D-Day] |          |
| "Pandora"                             | Day6     | Yes      | Yes      |            | 2015 Day6 1st Live Concert [D-Day] |          |

| Ano 2016                      | Ano 2016 | Ano 2016 | Ano 2016 | Ano 2016   | Ano 2016                  | Ano 2016                           |
| Título                        | Artista  | Álbum    | Letrista | Compositor | Arranjo                   | Notas                              |
| ----------------------------- | -------- | -------- | -------- | ---------- | ------------------------- | ---------------------------------- |
| "First Time"                  | Day6     | Daydream | Yes      | Yes        |                           |                                    |
| "Letting Go" (놓아 놓아 놓아) | Day6     | Daydream | Yes      | Yes        |                           |                                    |
| "Sing Me"                     | Day6     | Daydream | Yes      | Yes        |                           |                                    |
| "Wish" (바래)                 | Day6     | Daydream | Yes      | Yes        |                           |                                    |
| "Hunt"                        | Day6     | Daydream | Yes      | Yes        |                           | 2015 Day6 1st Live Concert [D-Day] |
| "I Can"                       | Day6     | Yes      | Yes      |            | Day6 Live Concert "Dream" |                                    |
| "Stuck On You" (빠져가지고)   | UP10TION | Burst    | Yes      | Yes        | Yes                       | [ 21 ]                             |

| Ano 2017                                        | Ano 2017 | Ano 2017 | Ano 2017 | Ano 2017   | Ano 2017 | Ano 2017 |
| Título                                          | Artista  | Álbum    | Letrista | Compositor | Arranjo  | Notas    |
| ----------------------------------------------- | -------- | -------- | -------- | ---------- | -------- | -------- |
| "Lean On Me" (오늘은 내게)                      | Day6     | Sunrise  | Yes      | Yes        |          |          |
| "I Smile" (반드시 웃는다)                       | Day6     | Sunrise  | Yes      | Yes        |          |          |
| "Man In A Movie"                                | Day6     | Sunrise  |          | Yes        |          |          |
| "I Wait" (아 왜)                                | Day6     | Sunrise  |          | Yes        |          |          |
| "How Can I Say" (어떻게 말해)                   | Day6     | Sunrise  | Yes      | Yes        |          |          |
| "Letting Go" (놓아 놓아 놓아; Rebooted Version) | Day6     | Sunrise  | Yes      | Yes        |          |          |
| "I Would" (그럴 텐데)                           | Day6     | Sunrise  |          | Yes        |          |          |
| "I'm Serious" (장난 아닌데)                     | Day6     | Sunrise  | Yes      | Yes        |          |          |
| "Say Wow"                                       | Day6     | Sunrise  |          | Yes        |          |          |
| "Dance Dance"                                   | Day6     | Sunrise  |          | Yes        |          |          |
| "My Day"                                        | Day6     | Sunrise  |          | Yes        | Yes      |          |
| "You Were Beautiful" (예뻤어)                   | Day6     | Sunrise  |          | Yes        |          |          |
| "Better Better"                                 | Day6     | Moonrise |          | Yes        |          |          |
| "I Like You" (좋아합니다)                       | Day6     | Moonrise |          | Yes        |          |          |
| "What Can I Do" (좋은걸 뭐 어떡해)              | Day6     | Moonrise |          | Yes        |          |          |
| "I'll Remember" (남겨둘게)                      | Day6     | Moonrise |          | Yes        |          |          |
| "Whatever!" (놀래!)                             | Day6     | Moonrise |          | Yes        |          |          |
| "Hi Hello"                                      | Day6     | Moonrise |          | Yes        |          |          |
| "I Loved You"                                   | Day6     | Moonrise |          | Yes        |          |          |
| "When You Love Someone" (그렇더라고요)          | Day6     | Moonrise |          | Yes        |          |          |
| "All Alone" (혼자야)                            | Day6     | Moonrise |          | Yes        |          |          |
| "Pouring" (쏟아진다)                            | Day6     | Moonrise |          | Yes        |          |          |
| "I'll Try" (노력해볼게요)                       | Day6     | Moonrise | Yes      | Yes        |          |          |

| Ano 2018                               | Ano 2018 | Ano 2018                  | Ano 2018 | Ano 2018   | Ano 2018 | Ano 2018 |
| Título                                 | Artista  | Álbum                     | Letrista | Compositor | Arranjo  | Notas    |
| -------------------------------------- | -------- | ------------------------- | -------- | ---------- | -------- | -------- |
| "Warning!"                             | Day6     | Shoot Me: Youth Part 1    |          | Yes        |          |          |
| "Shoot Me"                             | Day6     | Shoot Me: Youth Part 1    |          | Yes        |          |          |
| "어쩌다 보니" (Somehow)                | Day6     | Shoot Me: Youth Part 1    |          | Yes        |          |          |
| "Feeling Good"                         | Day6     | Shoot Me: Youth Part 1    |          | Yes        |          |          |
| "혼잣말" (Talking to)                  | Day6     | Shoot Me: Youth Part 1    |          | Yes        |          |          |
| "원하니까" (Still)                     | Day6     | Shoot Me: Youth Part 1    |          | Yes        |          |          |
| "Stop The Rain"                        | Day6     | Unlock                    |          | Yes        |          |          |
| "Say Hello"                            | Day6     | Unlock                    |          | Yes        |          |          |
| "I Just"                               | Day6     | Unlock                    |          | Yes        |          |          |
| "Nobody Knows"                         | Day6     | Unlock                    | Yes      |            |          |          |
| "Falling"                              | Day6     | Unlock                    | Yes      | Yes        |          |          |
| "If ~また逢えたら~" (If -Mata Aetara-) | Day6     | Unlock                    |          | Yes        |          |          |
| "Chocolate"                            | Day6     | Want More 19 OST          | Yes      | Yes        |          |          |
| "아픈 길" (Hurt Road)                  | Day6     | Remember Us: Youth Part 2 |          | Yes        |          |          |
| "행복했던 날들이었다" (Days Gone By)   | Day6     | Remember Us: Youth Part 2 |          | Yes        |          |          |
| "두통" (Headache)                      | Day6     | Remember Us: Youth Part 2 |          | Yes        |          |          |
| "121U"                                 | Day6     | Remember Us: Youth Part 2 |          | Yes        |          |          |
| "완전 멋지잖아" (So Cool)              | Day6     | Remember Us: Youth Part 2 |          | Yes        |          |          |
| "마라톤" (Marathon)                    | Day6     | Remember Us: Youth Part 2 |          | Yes        |          |          |

| Ano 2019                                       | Ano 2019      | Ano 2019                | Ano 2019 | Ano 2019   | Ano 2019 | Ano 2019 |
| Título                                         | Artista       | Álbum                   | Letrista | Compositor | Arranjo  | Notas    |
| ---------------------------------------------- | ------------- | ----------------------- | -------- | ---------- | -------- | -------- |
| "Good Night"                                   | Jeong Se-woon | Touch Your Heart OST    | Yes      | Yes        |          | [ 22 ]   |
| "For Me"                                       | Day6          | The Book of Us: Gravity |          | Yes        |          |          |
| "Time of Our Life" (한 페이지가 될 수 있게)    | Day6          | The Book of Us: Gravity |          | Yes        |          |          |
| "How to Love"                                  | Day6          | The Book of Us: Gravity |          | Yes        |          |          |
| "Cover" (포장)                                 | Day6          | The Book of Us: Gravity |          | Yes        |          |          |
| "Best Part"                                    | Day6          | The Book of Us: Gravity |          | Yes        |          |          |
| "Deep in Love"                                 | Day6          | The Book of Us: Entropy |          | Yes        |          |          |
| "Sweet Chaos"                                  | Day6          | The Book of Us: Entropy |          | Yes        |          |          |
| "Rescue Me"                                    | Day6          | The Book of Us: Entropy | Yes      | Yes        |          |          |
| "Not Fine"                                     | Day6          | The Book of Us: Entropy |          | Yes        |          |          |
| "Not Mine"                                     | Day6          | The Book of Us: Entropy | Yes      | Yes        |          |          |
| "Like a Flowing Wind" (마치 흘러가는 바람처럼) | Day6          | The Book of Us: Entropy | Yes      | Yes        |          |          |
| "If You" (君なら)                              | Day6          | The Best Day2           |          | Yes        |          |          |

| Ano 2020                                       | Ano 2020    | Ano 2020                  | Ano 2020 | Ano 2020   | Ano 2020 | Ano 2020 |
| Título                                         | Artista     | Álbum                     | Letrista | Compositor | Arranjo  | Notas    |
| ---------------------------------------------- | ----------- | ------------------------- | -------- | ---------- | -------- | -------- |
| "Day and Night" (해와 달처럼)                  | Day6        | The Book of Us: The Demon |          | Yes        |          |          |
| "Zombie"                                       | Day6        | The Book of Us: The Demon | Yes      |            |          |          |
| "Tick Tock"                                    | Day6        | The Book of Us: The Demon |          | Yes        |          |          |
| "Love Me or Leave Me"                          | Day6        | The Book of Us: The Demon |          | Yes        |          |          |
| "Stop" (때려쳐)                                | Day6        | The Book of Us: The Demon |          | Yes        |          |          |
| "1 to 10"                                      | Day6        | The Book of Us: The Demon |          | Yes        |          |          |
| "Zombie" (English Ver.)                        | Day6        | The Book of Us: The Demon | Yes      |            |          |          |
| "Landed" (그렇게 너에게 도착하였다)            | Even of Day | The Book of Us: Gluon     |          | Yes        | Yes      |          |
| "Where The Sea Sleeps" (파도가 끝나는 곳까지)  | Even of Day | The Book of Us: Gluon     |          | Yes        | Yes      |          |
| "Thanks to" (땡스 투)                          | Even of Day | The Book of Us: Gluon     | Yes      | Yes        | Yes      |          |
| "To Be Continued -Outro- (Sung by Denimalz 3)" | Even of Day | The Book of Us: Gluon     |          | Yes        | Yes      |          |

| Ano 2021                                         | Ano 2021      | Ano 2021                   | Ano 2021 | Ano 2021   | Ano 2021 | Ano 2021 |
| Título                                           | Artista       | Álbum                      | Letrista | Compositor | Arranjo  | Notes    |
| ------------------------------------------------ | ------------- | -------------------------- | -------- | ---------- | -------- | -------- |
| "사랑, 이게 맞나 봐" (So This is Love)           | Day6          | bimil:ier vol.1            |          | Yes        |          |          |
| "Everyday We Fight"                              | Day6          | The Book of Us: Negentropy | Yes      |            |          |          |
| "You Make Me"                                    | Day6          | The Book of Us: Negentropy |          | Yes        |          |          |
| "Healer"                                         | Day6          | The Book of Us: Negentropy |          | Yes        |          |          |
| "Only" (둘도 아닌 하나)                          | Day6          | The Book of Us: Negentropy |          | Yes        |          |          |
| "Above the Clouds"                               | Day6          | The Book of Us: Negentropy |          | Yes        |          |          |
| "One" (무적)                                     | Day6          | The Book of Us: Negentropy | Yes      | Yes        |          |          |
| "우린" (We)                                      | Even of Day   | Right Through Me           |          | Yes        |          |          |
| "뚫고 지나가요" (Right Through Me)               | Even of Day   | Right Through Me           |          | Yes        |          |          |
| "역대급" (WALK)                                  | Even of Day   | Right Through Me           |          | Yes        |          |          |
| "네가 원했던 것들" (All The Things You Wanted)   | Even of Day   | Right Through Me           |          | Yes        |          |          |
| "비극의 결말에서" (From the Ending of a Tragedy) | Even of Day   | Right Through Me           |          | Yes        |          |          |
| "나 홀로 집에" (Home Alone)                      | Even of Day   | Right Through Me           | Yes      | Yes        |          |          |
| "Love Parade"                                    | Even of Day   | Right Through Me           | Yes      | Yes        |          |          |
| "낙하산은 펴지 않을게요" (Diving to the top)     | The Wild Idol | Yes                        | Yes      |            |          |          |

| Ano 2022                                              | Ano 2022 | Ano 2022    | Ano 2022 | Ano 2022   | Ano 2022 | Ano 2022 |
| Título                                                | Artista  | Álbum       | Letrista | Compositor | Arranjo  | Notes    |
| ----------------------------------------------------- | -------- | ----------- | -------- | ---------- | -------- | -------- |
| "안녕, 잘 가" (Voiceless)                             | Wonpil   | Pilmography | Yes      | Yes        |          |          |
| "지우게" (Sincerity)                                  | Wonpil   | Pilmography | Yes      | Yes        |          |          |
| "소설 속의 작가가 되어" (A Writer in a Love Story)    | Wonpil   | Pilmography | Yes      | Yes        |          |          |
| "우리더 걸을까" (Walk with Me)                        | Wonpil   | Pilmography | Yes      |            |          |          |
| "외딴섬의 외톨이" (Stranded)                          | Wonpil   | Pilmography | Yes      | Yes        |          |          |
| "언젠가 봄은 찾아올 거야" (Someday, Spring Will Come) | Wonpil   | Pilmography | Yes      |            |          |          |
| "휴지조각" (Pieces)                                   | Wonpil   | Pilmography | Yes      | Yes        |          |          |
| "늦은 끝" (Last Goodbye)                              | Wonpil   | Pilmography | Yes      | Yes        |          |          |
| "그리다 보면" (Unpainted Canvas)                      | Wonpil   | Pilmography | Yes      | Yes        |          |          |
| "행운을 빌어 줘" (A Journey)                          | Wonpil   | Pilmography | Yes      | Yes        |          |          |

## Filmografia

### Série da web
| Ano  | Título               | Papel                              | Notas                                      | Ref.          |
| ---- | -------------------- | ---------------------------------- | ------------------------------------------ | ------------- |
| 2020 | Let Me Off The Earth | Membro da banda da escola Insumnia | Breve aparição (episódio 7); com o Young K | [ 9 ]         |
| 2021 | Best Mistake 3       | Do Ye-seok                         | Papel principal                            | [ 12 ] [ 23 ] |

### Vídeos musicais
| Ano  | Título da música  | Artista     | Ref.          |
| ---- | ----------------- | ----------- | ------------- |
| 2020 | "Dancing Cartoon" | Bolbbalgan4 | [ 10 ]        |
| 2021 | "naps!"           | 1415        | [ 24 ] [ 25 ] |
| 2022 | "Voiceless"       | Wonpil      |               |

### Programa de televisão
| Ano  | Título              | Papel       | Notas                 | Ref.   |
| ---- | ------------------- | ----------- | --------------------- | ------ |
| 2019 | King of Mask Singer | Concorrente | Como máscara de Pager | [ 26 ] |

## Teatro musical
| Ano  | Título em inglês | Título coreano | Papel  | Ref.          |
| ---- | ---------------- | -------------- | ------ | ------------- |
| 2021 | Midnight Sun     | 태양의 노래    | Ha-ram | [ 11 ] [ 27 ] |

## Shows

### Show Solo Wonpil "Pilmography" (2022)

#### Set list
1. A Writer in a Love Story
2. Stranded
3. Someday, Spring Will Come
4. Walk With Me
5. Through the Night (cover)
6. I'm Serious
7. Days Gone By
8. Why? (cover)
9. Last Goodbye
10. Pieces
11. Like a Flowing Wind
12. Unpainted Canvas
13. You Were Beautiful
14. Sincerity
15. Voiceless
16. So, This is Love
17. Smiling Angel (cover)
18. Time of Our Life
19. A Journey

1. A Writer in a Love Story
2. Stranded
3. Someday, Spring Will Come
4. Walk With Me
5. What's the Matter? (cover)
6. Don't Forget (cover)
7. Days Gone By
8. I'm Serious
9. Last Goodbye
10. Pieces
11. Like a Flowing Wind
12. Unpainted Canvas
13. You Were Beautiful
14. Sincerity
15. Voiceless
16. So, This is Love
17. Smiling Angel (cover)
18. Time of Our Life
19. A Journey

1. A Writer in a Love Story
2. Stranded
3. Someday, Spring Will Come
4. Walk With Me
5. Two People (cover)
6. I'm Serious
7. Days Gone By
8. What's the Matter? (cover)
9. Last Goodbye
10. Pieces
11. Like a Flowing Wind
12. Unpainted Canvas
13. You Were Beautiful
14. Sincerity
15. Voiceless
16. So, This is Love
17. Smiling Angel (cover)
18. Time of Our Life
19. A Journey

1. A Writer in a Love Story
2. Stranded
3. Someday, Spring Will Come
4. Walk With Me
5. Love Song
6. After This Night (cover)
7. I'm Serious
8. Days Gone By
9. Last Goodbye
10. Pieces
11. Like a Flowing Wind
12. Unpainted Canvas
13. You Were Beautiful
14. Sincerity
15. Voiceless
16. So, This is Love
17. Smiling Angel (cover)
18. Time of Our Life
19. A Journey

1. A Writer in a Love Story
2. Stranded
3. Someday, Spring Will Come
4. Walk With Me
5. All About You (cover)
6. After This Night (cover)
7. I'm Serious
8. Days Gone By
9. Last Goodbye
10. Pieces
11. Like a Flowing Wind
12. Unpainted Canvas
13. You Were Beautiful
14. Sincerity
15. Voiceless
16. So, This is Love
17. Smiling Angel (cover)
18. Time of Our Life
19. A Journey

#### Datas de shows
| Data                | Cidade | País          | Local / Plataforma                |
| ------------------- | ------ | ------------- | --------------------------------- |
| 11 de março de 2022 | Seul   | Coreia do Sul | Yes24 Live Hall                   |
| 12 de março de 2022 | Seul   | Coreia do Sul | Yes24 Live Hall                   |
| 13 de março de 2022 | Seul   | Coreia do Sul | Yes24 Live Hall, Beyond LIVE      |
| 26 de março de 2022 | Seul   | Coreia do Sul | Kwangwoon University              |
| 27 de março de 2022 | Seul   | Coreia do Sul | Kwangwoon University, Beyond LIVE |